# Sanisera
Sanisera fue una de las ciudades romanas de la isla balear de Menorca, nombrada por Plinio el Viejo en el siglo I d. C. en su libro Naturalis Historia, III, 77 - 78:

Las Baleares, belicosas por la honda, llamáronlas los griegos "Gymnasiai". La Mayor tiene una longitud de 100.000 pasos y un contorno de 475.000; contando con las siguientes poblaciones: de ciudadanos romanos, Palma y Pollentia; de ciudadanía latina, Guius y Tucis y fue ciudad federada Bocchoris. De ella, dista 30.000 pasos la Menor, con una longitud de 40.000 pasos y un contorno de 150.000; como poblaciones tiene Iamo, Sanisera y Mago.
Naturalis Historia, III, 77-78

## Localización
El yacimiento arqueológico de Sanisera se localiza alrededor del puerto natural de Sanitja, junto al Cabo de Cavallería (Mercadal), el cual se encuentra en la rocosa costa septentrional de la isla.
Se pueden proporcionar dos puntos de mayor interés:
Los restos arqueológicos situados a ambos lados de la carretera del camino de Faro en coordenadas 40°2′2.26″N 4°5′22.83″E / 40.0339611, 4.0896750.
Los resto arqueológicos situados en la costa en coordenadas 40°4′9.06″N 4°5′14.09″E / 40.0691833, 4.0872472.
Cap de Cavalleria es una península que apunta hacia el Norte, cuyo extremo oriental se llama Punta Llevant, un acantilado de 89 metros de altura coronado en su cima por un faro construido en el siglo XIX; y cuyo entrante más importante es el Puerto de Sanitja. La parte oeste del puerto consiste en una sub-península alargada, cuyo elemento más característico es una torre de defensa inglesa del siglo XVIII, situada en su extremo Noroeste. Cerca de esta costa, se encuentran dos islotes que actúan de rompeolas. A su vez, la parte este presenta unas características muy similares a las del oeste, y donde se encuentra S’Almadrava, una casa para el refugio de pescadores también del siglo XVIII. Además, hacia el sur del puerto se localiza una antigua cantera de calcárea dolomía y un horno de cal, posiblemente del siglo XVIII o XIX. Todos estos elementos dan una idea al visitante de la importancia de este puerto que, pese a sus pequeñas dimensiones, en comparación con otros en la isla, ha constituido siempre un reclamo de diferente naturaleza a lo largo de la Historia.

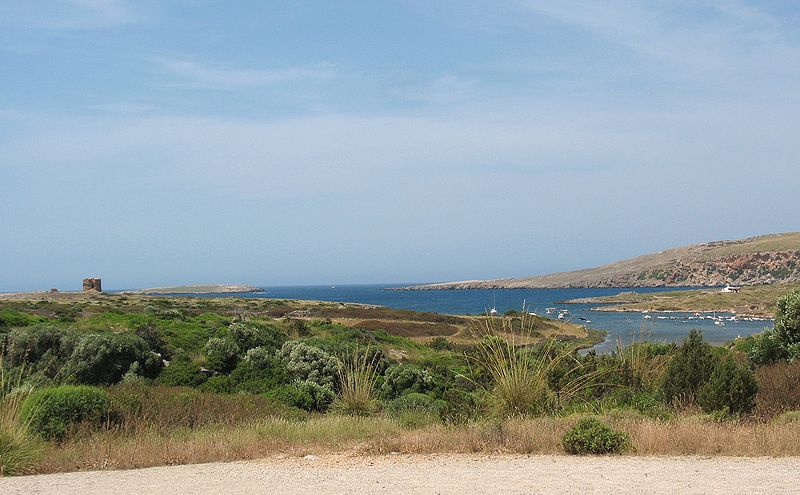
Vista general del puerto de Sanitja, desde el Ecomuseo de Cap de Cavalleria.

Como se acaba de apuntar, las construcciones arriba mencionadas vislumbran la importancia de este puerto, demostrada por su topografía, puesto que presenta las condiciones idóneas para la entrada y fondeo de embarcaciones, además de resguardo en condiciones de viento del norte, la tramontana. El puerto, con dirección Sur –Sureste, tiene una longitud de 800 metros y una anchura de unos 150-200 metros, y su entrada está flanqueada por la Isla de los Porros y un escollo a modo de brazo rocoso de unos 200 metros del extremo norte de la península de Cavalleria, que quedan unidos a pocos metros de profundidad bajo el agua, creando una especie de barrera natural que amaina el oleaje cuando hay temporal o sopla la tramontana. Estas condiciones han sido determinantes para muchos de los pueblos que se han asentado, de forma más o menos continuada, en este lugar; desde que el ejército romano, el cual, durante la conquista de las Islas Baleares en el 123 a. C., decidió establecerse en este emplazamiento como enclave estratégico militar. Un objetivo parecido fue llevado aquí más tarde, cuando el ejército británico, que ocupó la isla durante buena parte del siglo XVIII, construyó la torre de defensa, seguramente alentados por las condiciones estratégicas del lugar, como también demuestran los numerosos búnkeres de la guerra civil española.

## Cartografía
Hoja n.º 618 de la serie MTN50 del Insitituto Geográfico Nacional. (Descarga gratuita en formato digital en Centro de descargas del Centro Nacional de Información Geográfica)
«Centro de descargas del Centro Nacional de Información Geográfica» (en español, inglés y francés).

## Historiografía
Como ya se ha apuntado, la primera fuente escrita que hace referencia a la ciudad de Sanisera es la mención que hace de esta en esiglo I d. C. Plinio el Viejo en su Historia Naturalis, pero han sido otras fuentes posteriores las que han servido como pesquisas para localizarla. Una de ellas es la constituida por los mapas portulanos de los siglos XVI, XVII y XVIII principalmente, como el caso del mapa de Hispania diseñado por Abraham Ortelius del año 1590 o el de Petrus Bertius del 1602; en muchos de los cuales aparece el topónimo de Sanisera en diferentes variantes: Zenage, Porto Senello, Seneua, Seneli, Sa Nitja, Senige, Senitja, Seniya, Seniglles, Senigta, Cenegta, Senoli, Seniga, Seneli, Leneli, Cenega, Senege, Sauia, Sonige, Ceneglia, Zenega, Ianisera, Zenhaga o Zenega.

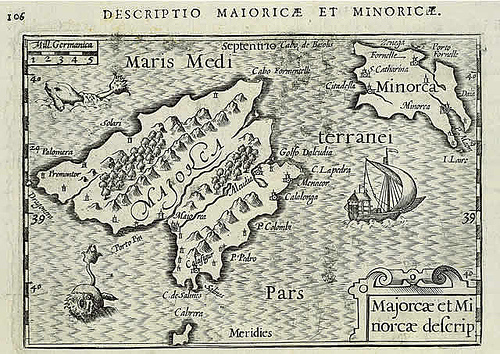
Detalle del mapa de Petrus Bertius (1602), mostrando las Islas Baleares con topónimos como el de Zenega al norte de Menorca.

Además de la cartografía, con los topónimos que aparecen en diferentes mapas, otra fuente bien distinta ha servido para apoyar la existencia de los restos de la antigua Sanisera en el puerto de Sanitja. Como ni la mención de Plinio ni los mapas indican dónde exactamente en la isla de Menorca se ubicaba esta urbe, han sido los relatos de escritores y exploradores del siglo XVIII en adelante los que han ayudado a determinar su localización. Así, varios personajes de la esta época y otros posteriores describiendo la zona en torno al puerto de Sanitja, han señalado la cantidad de fragmentos de cerámica y otros objetos esparcidos por la superficie, así como la existencia de alguna estructura perteneciente a antiguos edificios.
Además, las leyendas de tradición local sobre este paraje, como la leyenda de Ses Vilotes recogida por F.Camps i Mercadal, que menciona la existencia de una población pasada, y el hecho en sí de que el nombre de Sanisera y Sanitja sean parecidos, han llevado a sostener esta hipótesis. Por último, su localización en un puerto de tan excelentes características hace pensar en la lógica posibilidad de haber existido una ocupación humana estable.
Ya en décadas recientes, mediante las actividades subacuáticas deportivas iniciadas en 1974, se comenzaron a detectar y recuperar del fondo marino del puerto un gran número de ánforas romanas de entre los siglos I y IV d. C., de este modo atestiguando la existencia de restos romanos en este emplazamiento.
No obstante, diversos investigadores han puesto en entredicho la correspondencia de las ruinas existentes en Sanitja con la ciudad de Sanisera, desechando que las citadas ruinas sean las de la población mencionada, por la propia variedad de topónimos con los que ha sido denominada el área, por la dificultad de encontrar un solo filólogo que sea capaz de derivar el actual del latino, mientras que una posible procedencia del árabe, concretamente de una corrupción de sanija (sâniyyah), vocablo que significa pozo en el que la rueda extrae agua para regar y que ha dado lugar a los catalanes sínia y sènia (con el significado, derivado, de noria), parece mucho más probable (aunque caben otras variadas explicaciones más lógicas que el tránsito de Sanisera a Sanitja) o por la poca entidad de las ruinas hasta ahora localizadas, entre las que no ha aparecido, al menos de momento, resto alguno de muelle. Los mismos consideran más probable que la antigua ciudad, de hallarse en la costa (de lo cual no hay ninguna seguridad al respecto), se encuentre en algún lugar del vecino puerto de Fornells, quizás al fondo del mismo, donde hace tiempo se descubrió la llamada basílica de Es Cap des Port, seguramente todo un conjunto monástico rodeado de un núcleo de población, puesto que, pese a que se ha alegado en contra la dificultad de acceder al interior de la bahía en caso de temporal, no es menos cierto que la misma ha albergado desde antiguo una población de pescadores, al revés que la de Sanitja, donde, si bien se dice que resulta más fácil embocarla, solo vemos algunas barcas junto con los restos de un galeón hundido prácticamente a su entrada. Por otro lado, no carece de cierta lógica pensar que al igual que Mago, la actual Mahón, se halla al fondo de un gran puerto natural y Iamo, la actual Ciudadela, en otro, Sanisera, quizás de origen cartaginés como aquellas dos, fuera establecida en el tercero de éstos en entidad de la isla, el cual fácilmente albergaría toda una flota.

## El topónimo de Sanisera
El estudio de la toponimia de Sanisera plantea ciertas dificultades, puesto que no se han encontrado formas análogas en otros topónimos del Mediterráneo. El trabajo de J.S. Hernández ha intentado arrojar luz sobre el origen y la composición del topónimo, sin poder establecer una raíz etimológica clara, y descartando posiblemente su origen latino.
Sanisera podría estar compuesto por dos elementos: SANI + SERA. El primer elemento, la supuesta raíz Sani-, podría estar relacionado con el antropónimo ibero sani- que aparece en varias inscripciones y, si este fuera el caso, estaría relacionado con el idioma ibero de la península. Sin embargo, no se ha encontrado ningún elemento análogo a –será en lenguas pre-latinas. Existe una hipótesis basada en la raíz indoeuropea *ser-/*sor-, la cual significa “correr, fluir”. Dada la localización de la ciudad de Sanisera en un puerto marítimo natural en una isla y cerca de un torrente que desemboca en él, el segundo elemento podría estar indicando su situación geográfica.
No obstante, estos apuntes no dejan de ser meras hipótesis ante la imposibilidad de determinar, por el momento, con más precisión los orígenes de esta palabra.

## Intervenciones Arqueológicas

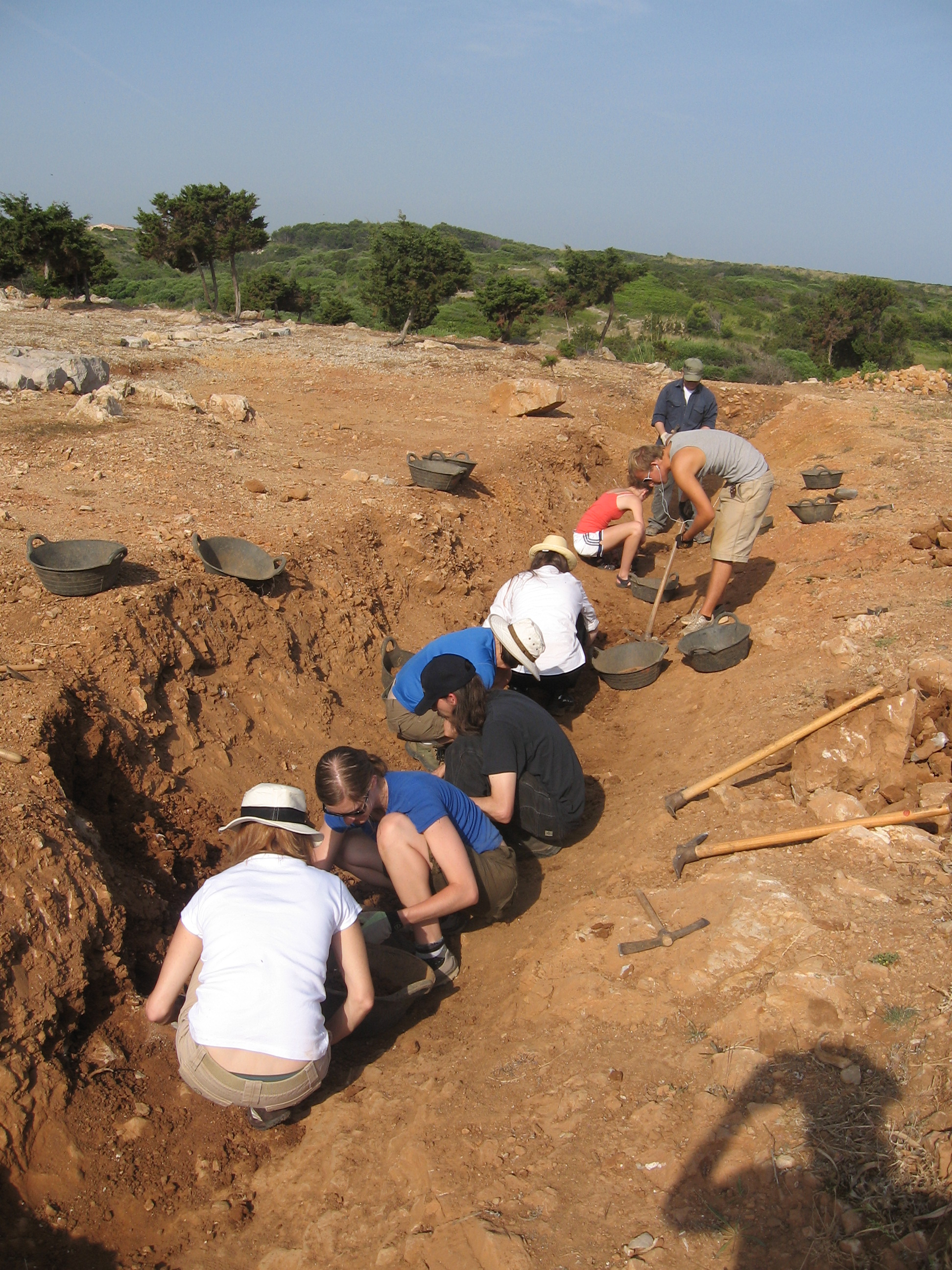
Tareas de excavación en el foso del campamento militar romano.

En la década de los ochenta, entre los años 1979 y 1984, una serie de prospecciones y excavaciones en la parte oeste del puerto sacaron a la luz los primeros vestigios de Sanisera; entre ellos un edificio de posible uso industrial, que demostraron la ocupación de la ciudad desde el siglo I a. C. hasta aproximadamente el siglo VI d. C., y con un supuesto periodo álgido hasta el siglo III d. C.
Además, entre 1985 y 1987 el mismo equipo de investigación localizó un edificio distinto que presentaba tumbas tanto en su interior como en sus inmediaciones. Años más tarde, se descubrió que dicho edificio era una basílica paleocristiana(Ver más abajo la información sobre estos dos edificios).
De las previas labores de prospección, los arqueólogos determinaron que la extensión de la ciudad romana de Sanisera era aproximadamente de 60,000 metros cuadrados.
Aproximadamente una década más tarde, desde 1993, se retomó el estudio de este yacimiento, con una serie de prospecciones terrestres y subacuáticas, con el objetivo de poder conocer en extensión la arqueología del puerto de Sanitja.
Desde la fecha hasta la actualidad, el área está siendo excavada, habiendo sacado a la luz un campamento militar romano fechado de la conquista de las Baleares (123 a. C.) al este del puerto, mientras que la labor arqueológica actual se centra en descubrir la extensión, urbanismo, función de los diferentes espacios y fases de ocupación de la ciudad de Sanisera, situada al oeste del puerto.

## Prospecciones terrestres y topografía
Tras las excavaciones realizadas durante la década de los años '80, las investigaciones arqueológicas se reanudaron en 1993.
Debido a que el yacimiento cubre un área de considerables dimensiones, se decidió dividiar la zona en cuadrículas. Un mapa fue elaborado mostrando estas divisiones, que fueron enumeradas en correlación. Así, el material arqueológico seleccionado de la superficie del terreno podría ser fácilmente identificado.
El estudio de la cerámica recuperada en las prospecciones sistemáticas y de una colección privada arrojó luz sobre la cronología del yacimiento. Los materiales más antiguos eran ánforas púnicas del tipo Maña C y las púnico-ebusitanas (PE 14, PE 17). Por su parte, los materiales más recientes eran los norte-africanos: ARS D (Claras D) del tipo Hayes 105 y ánfora Keay LXI, fechables entre 450 y 700 d. C.
De los últimos tiempos del período republicano se recuperó una gran cantidad de fragmentos de ánfora Dressel 1, que representaban el 4% del total de fragmentos recogidos en la superficie del yacimiento (21% de todas las ánforas). Además de maeriales itálicos, se registró una gran cantidad de producciones del Sur de la Galia y del Norte de África.
Del Norte de África destacan las producciones de ARS (terra sigillata clara), como las variantes ARS A y ARS D. Los tipos más frecuentes de ARS A recogidos durante las prospecciones fueron: Hayes 3, 6, 9 y 14. En cuanto a ARS D, que es la variante más numerosa de esta categoría de cerámica fina, las producciones más frecuentes en la superficie del yacimiento fueron: Hayes 91, 94, 99 y 104.
También del Norte de África provienen las cerámicas comunes de cocina (21% del total de cerámicas recogidas den las prospecciones). Los tipos más representativos fueron: Hayes 23, 185, 196 y 197. El material de procedencia norte africana representó el 57.5% del número total de las cerámicas de Sanitja. Esto corrobora las relaciones comerciales entre Menorca y Norte de África.
También se identificó una producción de cerámica común oxidada, que comprendía el 20% del total de fragmentos recuperados. Pese a que no se pudo establecer su origen, podría haberse tratado de una producción local hecha a mano, o bien producida en la península ibérica.
De la Península destaca la presencia de ánforas de Tarraco (Ánfora tarraconenses), que fue producida durante los primeros siglos del Alto Imperio (sobre el 2.9% del total). Del Sur de España, la Bética, destacan las ánforas para la conserva de pescado, Dressel 7/11 y Dressel 20, para aceite (1.2% del total).
Además, en 1994 se realizó una prospección topográfica y planimétrica en el Puerto de Sanitja. De este modo, se registraron todas las estructuras que podían apreciarse en superficie y, así, poder comenzar a estudiar el urbanismo y las áreas donde la distribución de materiales era más densa.
| Hallazgo | Clase                 | Tipo        | Bordes | Bases | Asas | Informes | Total fragmentos | Total individuos |
| -------- | --------------------- | ----------- | ------ | ----- | ---- | -------- | ---------------- | ---------------- |
| Área 2   | Africana de cocina    | Hayes 23b   | 1      | 0     | 0    | 0        | 1                | 1                |
| Área 2   | Africana de cocina    | Hayes 196   | 2      | 0     | 0    | 0        | 2                | 2                |
| Área 2   | Africana de cocina    | Keay 3      | 1      | 0     | 0    | 0        | 1                | 1                |
| Área 2   | Africana de cocina    | Keay 8b     | 1      | 0     | 0    | 0        | 1                | 1                |
| Área 2   | Ánfora itálica        | Dr. 1b      | 1      | 0     | 0    | 0        | 1                | 1                |
| Área 2   | Engobe rojo pompeyano | Ind.        | 0      | 0     | 0    | 1        | 1                | 1                |
| Área 2   | Opus signinum         | Ind.        | 0      | 0     | 0    | 2        | 2                | 1                |
| Área 2   | ARS D                 | Hayes 46,8  | 1      | 0     | 0    | 0        | 1                | 1                |
| Área 2   | ARS D                 | Hayes 61b   | 1      | 0     | 0    | 0        | 1                | 1                |
| Área 2   | ARS D                 | Hayes 80a   | 1      | 0     | 0    | 0        | 1                | 1                |
| Área 2   | ARS D                 | Hayes 87a   | 1      | 0     | 0    | 0        | 1                | 1                |
| Área 2   | ARS D                 | Hayes 99    | 1      | 0     | 0    | 0        | 1                | 1                |
| Área 2   | ARS D                 | Hayes 104b  | 2      | 0     | 0    | 0        | 2                | 2                |
| Área 2   | ARS D                 | Lamb. 60    | 1      | 0     | 0    | 0        | 1                | 1                |
| Área 4   | Africana de cocina    | Hayes 23a   | 1      | 0     | 0    | 0        | 1                | 1                |
| Área 4   | Africana de cocina    | Hayes 23b   | 18     | 0     | 0    | 0        | 18               | 18               |
| Área 4   | Africana de cocina    | Hayes 183   | 1      | 0     | 0    | 0        | 1                | 1                |
| Área 4   | Africana de cocina    | Hayes 185   | 6      | 0     | 0    | 0        | 6                | 6                |
| Área 4   | Africana de cocina    | Hayes 194   | 1      | 0     | 0    | 0        | 1                | 1                |
| Área 4   | Africana de cocina    | Hayes 195   | 3      | 0     | 0    | 0        | 3                | 3                |
| Área 4   | Africana de cocina    | Hayes 196   | 39     | 0     | 0    | 0        | 39               | 39               |
| Área 4   | Africana de cocina    | Hayes 197   | 22     | 0     | 0    | 0        | 22               | 22               |
| Área 4   | Africana de cocina    | Ostia 3,108 | 1      | 0     | 0    | 0        | 1                | 1                |
| Área 4   | Africana de cocina    | Ostia 3,324 | 1      | 0     | 0    | 0        | 1                | 1                |
| Área 4   | Ánfora africana       | Keay 1a     | 1      | 0     | 0    | 0        | 1                | 1                |
| Área 4   | Ánfora africana       | Keay 6      | 1      | 0     | 0    | 0        | 1                | 1                |
| Área 4   | Ánfora africana       | Keay 57b    | 2      | 0     | 0    | 0        | 2                | 2                |
| Área 4   | Ánfora africana       | Keay 62     | 5      | 0     | 0    | 0        | 5                | 5                |
| Área 4   | Ánfora africana       | Keay 62a    | 2      | 0     | 0    | 0        | 2                | 2                |
| Área 4   | Ánfora africana       | Keay 62g    | 1      | 0     | 0    | 0        | 1                | 1                |
| Área 4   | Ánfora africana       | Keay 62g/7  | 1      | 0     | 0    | 0        | 1                | 1                |
| Área 4   | Ánfora bética         | Dr. 7/11    | 2      | 0     | 0    | 0        | 2                | 2                |
| Área 4   | Ánfora PE             | PE 24       | 1      | 0     | 0    | 0        | 1                | 1                |
| Área 4   | Ánfora PE             | PE 25       | 1      | 0     | 0    | 0        | 1                | 1                |
| Área 4   | Ánfora tarraconenses  | Dr. 2/4     | 8      | 0     | 4    | 0        | 12               | 8                |
| Área 4   | Ánfora tarraconenses  | Pasc. 1     | 3      | 0     | 0    | 0        | 3                | 3                |
| Área 4   | Ánfora tarraconenses  | A TAR 1     | 1      | 0     | 0    | 0        | 1                | 1                |
| Área 4   | Campaniana B          | Lamb. 7     | 1      | 0     | 0    | 0        | 1                | 1                |
| Área 4   | ARS A                 | Hayes 3     | 1      | 0     | 0    | 0        | 1                | 1                |
| Área 4   | ARS A                 | Hayes 6b    | 7      | 0     | 0    | 0        | 7                | 7                |
| Área 4   | ARS A                 | Hayes 6c    | 6      | 0     | 0    | 0        | 6                | 6                |
| Área 4   | ARS A                 | Hayes 8     | 2      | 0     | 0    | 0        | 2                | 2                |
| Área 4   | ARS A                 | Hayes 9a    | 4      | 0     | 0    | 0        | 4                | 4                |
| Área 4   | ARS A                 | Hayes 14/17 | 12     | 0     | 0    | 0        | 12               | 12               |
| Área 4   | ARS A                 | Lamb. 20    | 1      | 0     | 0    | 0        | 1                | 1                |
| Área 4   | ARS C                 | Hayes 72    | 1      | 0     | 0    | 0        | 1                | 1                |
| Área 4   | ARS D                 | Hayes 12/11 | 1      | 0     | 0    | 0        | 1                | 1                |
| Área 4   | ARS D                 | Hayes 58    | 1      | 0     | 0    | 0        | 1                | 1                |
| Área 4   | ARS D                 | Hayes 63    | 1      | 0     | 0    | 0        | 1                | 1                |
| Área 4   | ARS D                 | Hayes 64    | 2      | 0     | 0    | 0        | 2                | 2                |
| Área 4   | ARS D                 | Hayes 67    | 2      | 0     | 0    | 0        | 2                | 2                |
| Área 4   | ARS D                 | Hayes 69    | 2      | 0     | 0    | 0        | 2                | 2                |
| Área 4   | ARS D                 | Hayes 76    | 1      | 0     | 0    | 0        | 1                | 1                |
| Área 4   | ARS D                 | Hayes 91    | 3      | 0     | 0    | 0        | 3                | 3                |
| Área 4   | ARS D                 | Hayes 94    | 2      | 0     | 0    | 0        | 2                | 2                |
| Área 4   | ARS D                 | Hayes 99    | 9      | 0     | 0    | 0        | 9                | 9                |
| Área 4   | ARS D                 | Hayes 103b  | 2      | 0     | 0    | 0        | 2                | 2                |
| Área 4   | ARS D                 | Hayes 104a  | 4      | 0     | 0    | 0        | 4                | 4                |
| Área 4   | ARS D                 | Hayes 104b  | 3      | 0     | 0    | 0        | 3                | 3                |
| Área 4   | ARS D                 | Lamb. 58    | 1      | 0     | 0    | 0        | 1                | 1                |
| Área 4   | ARS D                 | Lamb. 60    | 1      | 0     | 0    | 0        | 1                | 1                |
| Área 4   | T.S. itálica          | Goud. 17/18 | 1      | 0     | 0    | 0        | 1                | 1                |
| Área 4   | T.S. itálica          | Goud. 27    | 2      | 0     | 0    | 0        | 2                | 2                |
| Área 4   | T.S. itálica          | Goud. 36a   | 1      | 0     | 0    | 0        | 1                | 1                |
| Área 4   | T.S. Lucente          | Lamb. 1/3   | 1      | 0     | 0    | 0        | 1                | 1                |
| Área 4   | T.S. sudgálica        | Drag. 24/25 | 1      | 0     | 0    | 0        | 1                | 1                |
| Área 4   | T.S. sudgálica        | Drag. 27    | 1      | 0     | 0    | 0        | 1                | 1                |
| Área 4   | T.S. sudgálica        | Drag. 35/36 | 3      | 0     | 0    | 0        | 3                | 3                |
| Área 4   | T.S. sudgálica        | Drag. 37    | 1      | 0     | 0    | 0        | 1                | 1                |

## La Arqueología Subacuática del Puerto de Sanitja

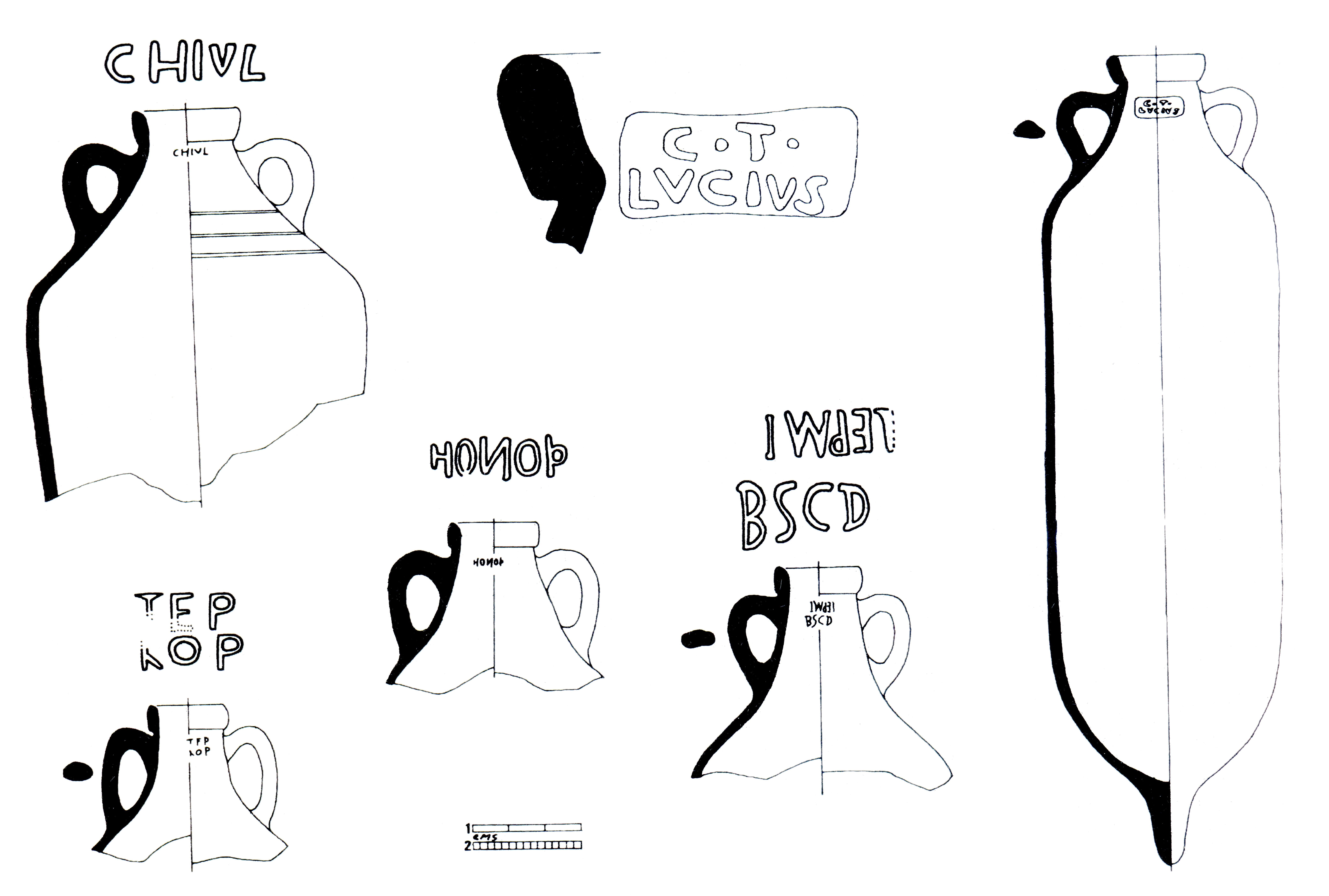
Ánforas con sellos estudiadas por Nicolás.

Los primeros materiales estudiados del área fueron recuperados del fondo marino. Ocurrió en 1974, cuando los primeros clubs de buceo se formaron en la isla. Se recuperó una serie de ánforas fechables entre los siglos I y IV d. C., las cuales demostraron la presencia romana en el puerto. Cinco años más tarde, se realizó la primera prospección subacuática. Algunos cuellos de ánfora localizados presentaban sellos, dos de ellos con las lecturas LEPMI BSCD y TEP/LOP. Además, se localizaron algunas ánforas tardo-imperiales (Dressel 26). Durante los siguientes años algunos arqueólogos e historiadores locales publicaron artículos sobre las ánforas del Puerto de Sanitja, así como otros materiales cerámicos recuperados de diferentes yacimientos subacuáticos de Menorca. Algunas ánforas identificadas fueron PE 17, 25 y 26. Además, J.C. de Nicolás escribió un artículo sobre anclas encontradas en Menorca, donde mencionó un cepo de ancla de Sanitja que pesaba 26 kilos.

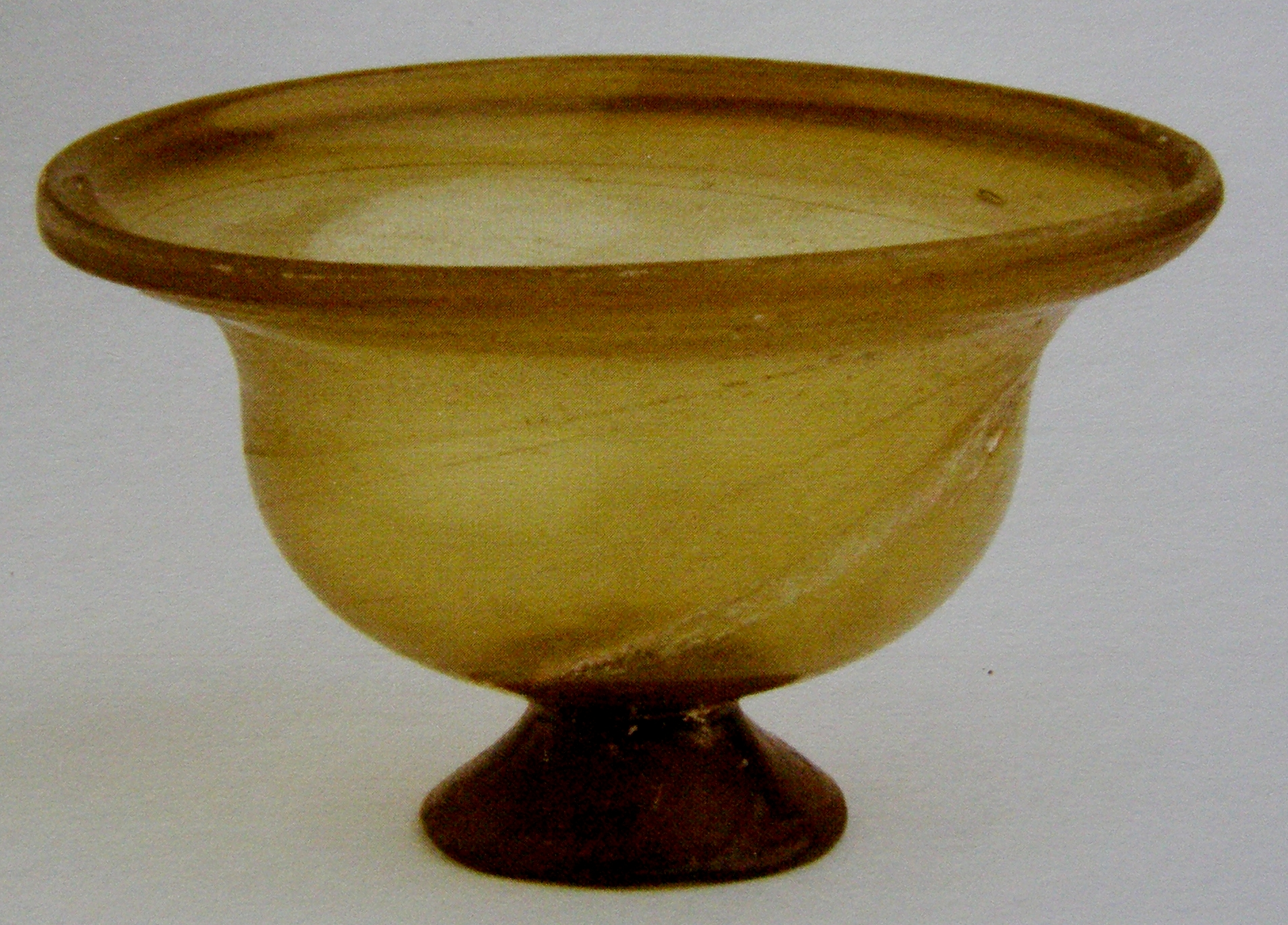
Copa de vidrio romana recuperada en Sanitja. Tipo Vessberg C. I/III

En 1994 se llevó a cabo una inspección visual, donde algunos materiales fueron identificados y registrados topográficamente, incluyendo piezas aisladas (yacimientos de anclas). Algunas piezas fueron recuperadas, incluyendo un tintero completo sudgálico (tipo Hermet 18). Además, se localizó un grupo de seis anclas, razón por la que se diseñó un plano mostrando su localización. Mientras cuatro de ellas eran romanas, las dos restantes eran de origen posiblemente medieval o posmedieval. También destaca el hallazgo de una copa de vidrio completa localizada en 1999, fechable de época imperial (Vessberg tipo C. I/II). Este recipiente habría estado dentro de una embarcación.
Otra prospección se realizó en 2001, combinando técnicas de teledetección como sónar de barrido lateral y sonda náutica con inspecciones visuales por parte de arqueólogos buceadores. Los resultados arrojaron luz sobre la arqueología subacuática del área, puesto que se localizaron trece concentraciones distintas de ánforas y otras cinco anclas. Estas y las seis anclas encontradas en 1994 suman un total de once anclas identificadas de períodos diferentes. Sobre las ánforas, estos materiales confirmaron la larga ocupación de la ciudad romana de Sanisera, desde el siglo II a. C. hasta el VI d. C., además de evidenciar el intenso tráfico marítimo de esta parte del Mediterráneo. Las tipologías presentaban cronologías desde la época republicana (como ánforas itálicas de Campania, como el tipo Dressel 1), época altoimperial (Ánfora bética, tipo Dressel 20) y tardoimperial (ánfora africana, como el tipo AFR 2d).

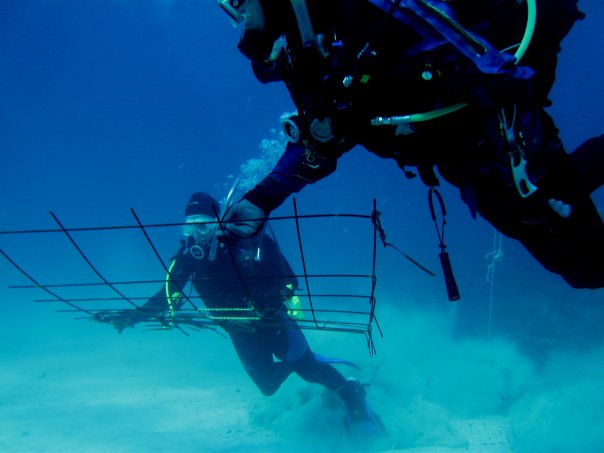
Underwater Archaeology in the Port of Sanitja

Desde 2006 se vienen realizando prospecciones subacuáticas en el área. Las prospecciones basadas en inmersiones se centran en la identificación de los artefactos ya registrados así como los límites de los yacimientos subacuáticos y posibles elementos todavía sin detectar. También se han realizado mapas topográficos del fondo marino, documentando y registrando todos los materiales con el fin de evaluar su estado de conservación y métodos de protección, etc.
Desde la fecha se han localizado más materiales, como otras concentraciones de ánforas romanas, anclas y cepos, así como otros materiales de época Moderna, como anclas del siglo XVIII e indeterminadas como las anclas de piedra. En 2009 se recuperó del fondo una serie de artefactos (ánforas y anclas de piedra) para garantizar su seguridad y poder realizar un análisis detallado de los mismos. Además, se han localizado varios pecios de época Moderna, que incluyen elementos como cuadernas, tablazones exteriores e interiores (Leer más abajo la información sobre pecios). Todos los restos que yacen en el fondo marino pueden proporcionar una gran cantidad de información sobre factores clave como navegación, influencias exteriores, economía, comercio y migraciones en la costa Norte de Menorca.

## La ocupación Romana en el Puerto de Sanitja

### Campamento Militar Romano (123a.C. – 50a.C.)
En el 123 a. C., el general Quinto Cecilio Metelo (hijo de Quinto Cecilio Metelo el Macedónico) inició la conquista de las Islas Baleares, habitadas hasta aquel entonces por la población nativa de Mallorca y Menorca, que conformaba la sociedad conocida como Talayótica. Habiendo sido ignoradas antes por Roma, las Islas se convirtieron en un problema para el dominio del Mediterráneo, ya que debido a la falta de control militar romano, se plagaron de piratas que afectaban a la distribución de productos itálicos hacia el extremo occidental de las costas mediterráneas. Se desconoce la procedencia de estos piratas, o si se trataba de los mismos pobladores nativos de las baleares, los talayóticos; representados por la figura del hondero balear tan conocida en todo el Mediterráneo, y que había jugado un papel trascendental en las guerras púnicas entre Roma y Cartago como mercenario en el ejército cartaginés. Algunas fuentes describen este hecho, como el caso de Estrabón:

[…] ambas (las islas) son fértiles y poseen buenos puertos, bajo cuyas entradas hay escollos que deben prever los que vienen de la mar. Sus habitantes, gracias a las riquezas de los campos, son pacíficos, así como los que viven en "Ébousos"; mas la presencia entre ellos de algunos malhechores que habían hecho causa común con los piratas, comprometió a todos y fue motivo de la expedición de Métellos, en la que éste adquirió el sobrenombre de "Baliarikós" y fundó las dos ciudades ya mencionadas. No obstante sus sentimientos pacíficos, la defensa de su codiciada riqueza ha hecho de ellos los honderos más famosos, y dicen que esta destreza data, sobre todo, desde que los "phoínikes" ocuparon las isla.
Libro III de la Geografía de Estrabón

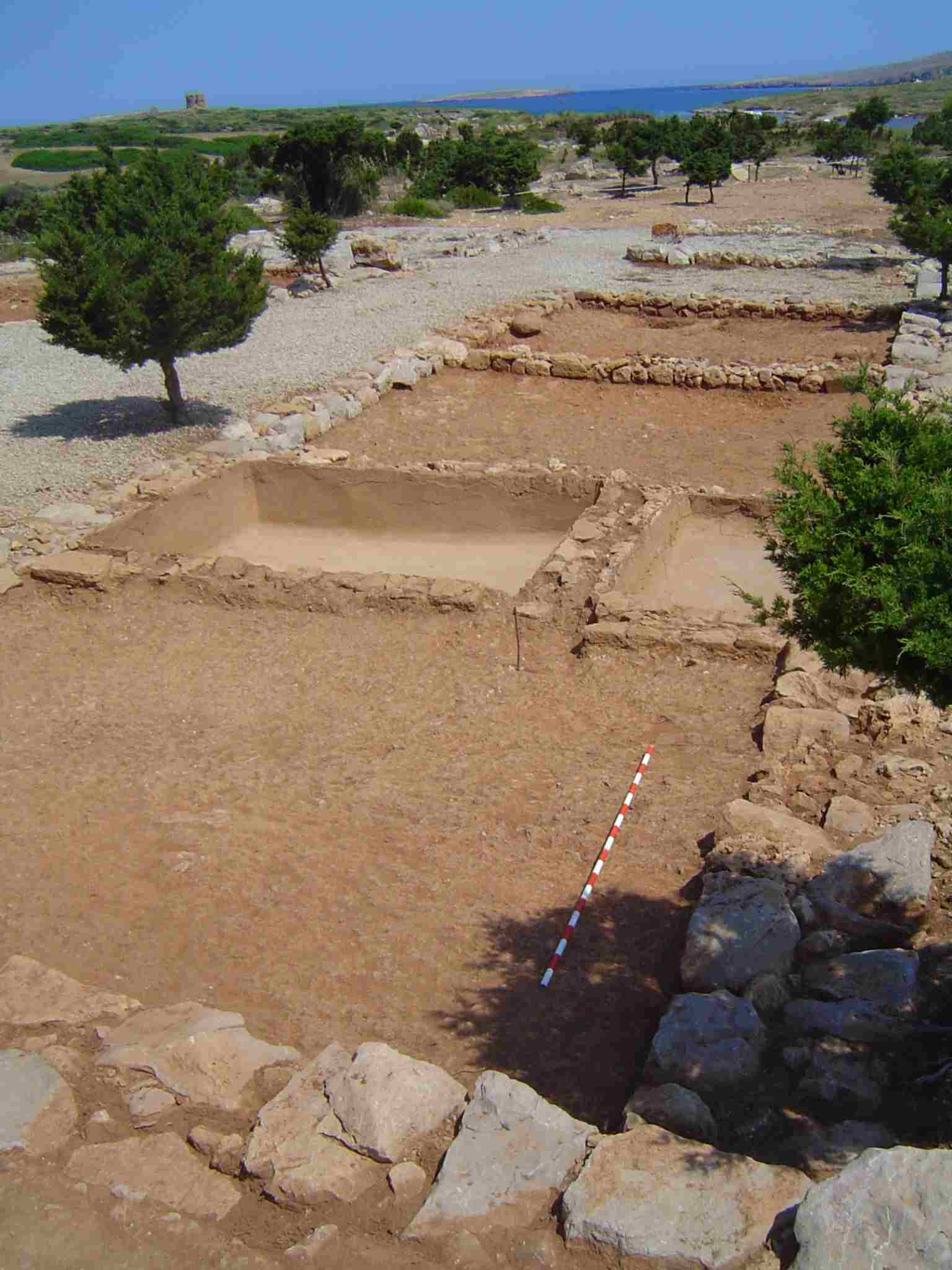
Barracks inside the Roman military camp at Sanitja

Debido a este problema relacionado con la piratería, aunque puede que este fuese solo un pretexto para proceder a la anexión de las Islas a la República romana (con el fin de conseguir nuevas tierras para crear ciudades y colonias en puntos estratégicos con tierras fértiles para la agricultura; por la presencia de los hábiles honderos baleáricos que pudieran servir como mercenarios al ejército romano; para el establecimiento de redes de comunicación y mayor control del mar; además de cuestiones relacionadas con el poder, honor, prestigio y gloria que un general perteneciente a una familia tan importante como los Metelo necesitaba alcanzar para consolidar su supremacía sobre otros miembros de la aristocracia romana), el Senado decidió emprender la conquista de las Islas Baleares, liderada por su cónsul Metelo, la cual efectuó en dos años tras los cuales las islas pasaron a formar parte de la Hispania Citerior. En el 121 a. C., Quinto Cecilio Metelo volvería a Roma para recibir los honores por el triunfo logrado, siendo apodado desde entonces ‘El Baleárico’. Es en esos dos años cuando en Sanitja se estableció una guarnición militar, la cual se encuentra situada en el margen sureste del puerto, en el punto más alto a unos 15-20 metros de altura. Como enclave estratégico, Metelo debió considerar este lugar de extraordinaria importancia y, por eso, construyó un asentamiento militar, que incluía torres de defensa y vigilancia, situadas cerca de la costa con el fin de controlar la entrada de barcos al puerto, además de dominar buena parte de la costa norte de Menorca. Tras la conquista, el campamento militar siguió en uso hasta alrededor del 45 a. C., como lo atestiguan varias reestructuraciones en el espacio y la presencia de cerámicas y otros elementos fechables entre la conquista hasta la mitad del siglo I a. C. En muchas ocasiones, el campamento romano de Sanitja pudo estar en relación con hechos que se produjeron en la península ibérica, tales como revueltas y guerras civiles, en los que la participación de las Islas con sus ejércitos, que incluían honderos baleáricos, fue decisiva. Uno de estos episodios se engloba en el contexto de las llamadas Guerras Sertorianas entre Sila y Sertorio que tuvieron lugar en Hispania (83 – 72 a. C.), tiempo en el que se ha demostrado que el campamento de Sanitja fue utilizado en otra fase posterior de uso. Tras otros posibles usos, “el abandono del campamento militar de Sanitja pudo darse perfectamente hacia el año 45 a. C., cuando César reestructuró el ejército romano […] A su vez, otro motivo evidente y lógico debió ser que las islas y gran parte de la peninsula ibérica quedaron a partir de ese momento en paz y en proceso de romanización.”

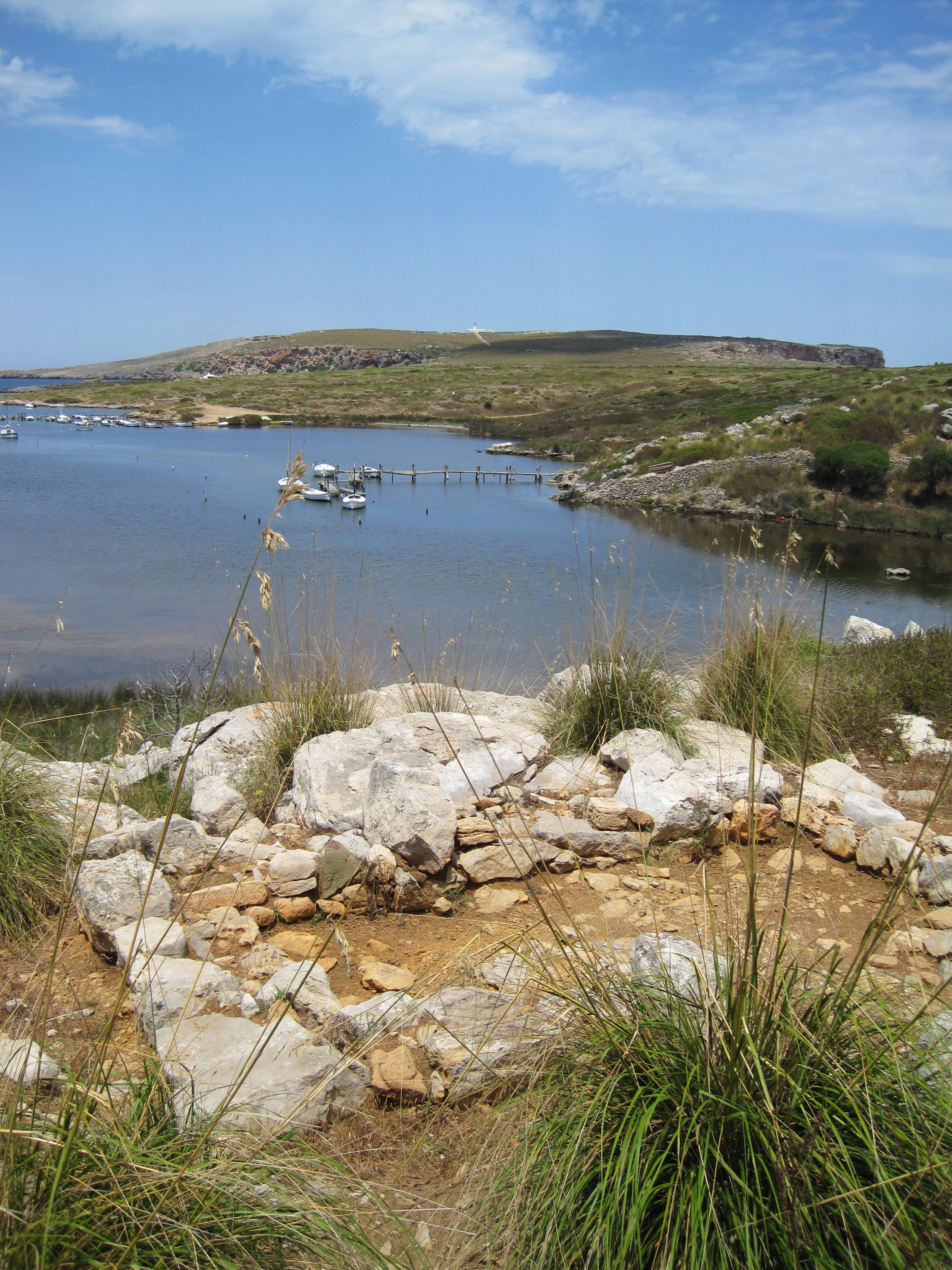
Vista parcial del lado Este del puerto de Sanitja, desde una de las estructuras pertenecientes al campamento militar romano.

De este modo, en Sanitja el campamento militar resultó ser un foco importante no solo en la conquista de las Baleares realizada entre los años 123 y 121 a. C., sino también en otros momentos clave de la República, en un ambiente protagonizado por diversas disputas de poder entre miembros senatoriales, hasta que llegó un periodo de relativa paz en tiempos de César a mediados del siglo I a. C. Parte de la importancia de este campamento vendría dada tanto por su localización estratégica, como por su componente nativo entre el ejército, ya que parte de éste estaba compuesto por honderos baleáricos. Así, en un campamento dotado de una serie de barracones y otros espacios destinados a diferentes actividades diarias (“soldados dedicados a la cura de heridas tras los ejercicios de entrenamiento, a la confección de indumentaria militar, al remiendo de botas, a la fundición de plomo para la fabricación de proyectiles, al mantenimiento de las armas […]”, y bordeado por un sistema defensivo formado por una trinchera, convivirían soldados romanos, entre ellos lanceros (hastate) e infantería (príncipe), junto con honderos nativos (auxiliae). Estos honderos serían entrenados e instruidos en el campamento con el fin adoptar las técnicas militares romanas, y a la vez adoptarían en cierto grado las costumbres y modo de vida romanos.
Debido a su localización en un puerto, el abastecimiento del campamento vendría a través del mar, mediante barcos cargados de ánforas conteniendo diferentes alimentos y líquidos, como pescado, trigo, vino, aceite, etc; que seguían rutas marítimas por el Mediterráneo Occidental, desde Ostia hasta Menorca. Esta continua llegada de mercancías por vía marítima, provocó consecuentemente la entrada de personas que participaban en el proceso de abastecimiento del campamento, tales como navegantes y comerciantes, las cuales podrían haber empezado a asentarse gradualmente en los alrededores del puerto de forma más o menos intermitente. Junto con éstos, la existencia de una guarnición militar habría atraído a otros grupos de personas, como artesanos, prostitutas, magos, indígenas y soldados retirados; que habrían empezado a vivir también en las inmediaciones, formando así un improvisado asentamiento de población en el puerto de Sanitja.

### Evolución de la Ciudad de Sanisera (sigloIa.C.-IVd.C.?[23])

#### Época Romana
Es esta improvisada aglomeración de personas en torno al campamento militar, una cannabae, la que iría gradualmente creciendo y estructurándose hasta convertirse en la civitas de Sanisera mencionada por Plinio. Así, poco después del establecimiento del ejército romano, el asentamiento civil pudo haber comenzado a desarrollarse, y conforme la población fue creciendo, se iría estructurando con la adopción de un urbanismo propio al lado este del puerto. La amplísima cronología de la ciudad demuestra que terminó siendo un asentamiento estable desarrollado hasta conseguir el estatus de ciudad, y con actividades económicas y de subsistencia basadas en la agricultura, ganadería y pesca. Los trabajos arqueológicos pudieron determinar un área de aproximadamente 14 hectáreas de perímetro, que corresponderían a la máxima expansión de la ciudad en su momento álgido, que, como ya se ha mencionado, pudo haber sido en torno a los siglos I-III d. C. Un factor importante para el desarrollo de Sanisera fue su posición costera en un puerto natural de tan buenas condiciones, que la convirtió en una ciudad portuaria localizada en un punto resguardado de las condiciones climáticas adversas, y que pudo haber tenido un papel relevante en el comercio marítimo de la cuenca occidental del Mediterráneo. Este tránsito de mercancías desde y hacia la ciudad romana está demostrado por la cerámica y otros materiales provenientes de lugares fuera de la isla localizados tanto en la propia ciudad, así como en el fondo marino del puerto. Durante y tras la Crisis del siglo III que afectó a todo el Imperio romano, Sanisera comenzaría a decaer, contrayendo gradualmente su perímetro y población, y seguramente modificando la distribución del espacio todavía en uso, el cual experimentaría, seguramente, reestructuraciones en su urbanismo. Entre ellas cabría destacar, posiblemente, la incorporación a espacios de hábitat de zonas de producción para el autoabastecimiento o abastecimiento y distribución a pequeña escala. Sin embargo, este decaimiento no significaría la total ruptura de relaciones con el exterior, puesto que se encuentran cerámicas pertenecientes al bajo imperio venidas de lugares como África del norte.

#### Antigüedad Tardía
Tras la caída de Roma, Menorca fue conquistada por Vándalos en el siglo V d. C. y bizantinos en el siglo siguiente. Aunque todavía no se conoce en profundidad el impacto de estas dos culturas en Sanitja, se han recuperado materiales que datan de ambos periodos. Dichos materiales explican que durante los siglos V y VI existía un comercio intenso que arrivaba al Puerto de Sanitja. Esta afirmación se debe a la presencia de cerámica como ARS D (Terra sigillata clara africana D), DSP (Dérivée de sigilée paléochrétienne o gris paleocristiana), T.S. Lucente, lucernas paleocristianas, cerámicas ebusitanas tardías y comunes tardías. Estas últimas engloban producciones de cocción reductora realizados a mano o a torno lento, que podrían tener orígenes locales o del Este peninsular. La gran cantidad de producciones africanas atestiguan cómo las relaciones comerciales entre Menorca y el Norte de África continuaron tras la época romana, incluso intensificándose en la Tardoantigüedad.
De los últimos tiempos del Bajo Imperio y la Antigüedad Tardía, las excavaciones arqueológicas en el Puerto de Sanitja han localizado los siguientes elementos:

##### 1. Edificio C (SiglosIV-VId.C.)
La excavación de esta estructura fue excavada durante la década de los '80. Los arqueólogos descubrieron un edificio consistente en ocho habitaciones rectangulares, denominado Edificio C. Mientras que algunas estancias eran utilizadas como depósitos, una de ellas presenta una prensa posiblemente utilizada para la producción de vino local. La prensa está compuesta por cisternas interconectadas, revestidas de opus signinum. Sin embargo, podrían haber atendido a otra utilidad, como la elaboración de púrpura o la conservación de salazones. El edificoi estuvo en uso entre 450 y 524 d. C. aproximadamente. En una de las habitaciones (C14) se localizaron 5 ánforas africanas (RITA, 1984: 44) y un fragmento de mármol perteneciente a una mesa de altar. (RITA, 1997: 79).
El pavimento estaba realizado con tierra batida y presentaba losas de piedra que marcaban los accesos a las diferentes estancias. Años más tarde se publicaron los materiales más significativos recuperados en las excavaciones de este edificio.

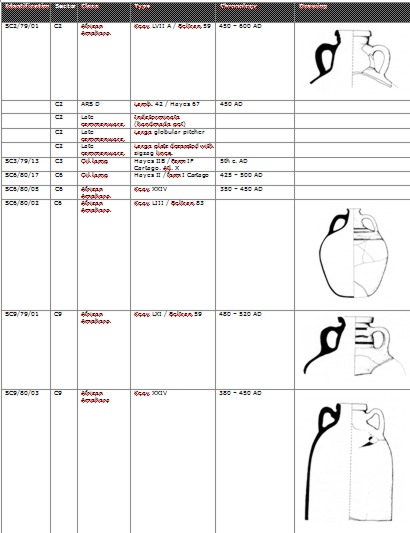
Materiales significativos recuperados en las excavaciones del Edificio C

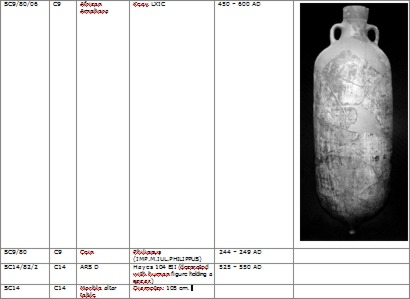
Materiales significativos recuperados en las excavaciones del Edificio C

##### 2. Basílica Paleocristiana
Tras la excavación del Edificio C, el mismo equipo comenzó a investigar el área donde había la mayor concentración de material en superficie, incluyendo un sarcófago de piedra monolítico. Los arqueólogos localizaron un edificio compuesto por espacios rectangulares con pavimentos de Opus signinum, el cual presentaba tanto en su interior como en sus proximidades una serie de tumbas de inhumación.
Las cuatro tumbas localizadas dentro del edificio (dispuestos bajo el pavimento) eran del tipo cista (fosas rectangulares revestidas por losas de piedra o por tegulae). Además, 21 tumbas en cista fueron excavadas en las inmediaciones. Todas las sepulturas contenían inhumaciones simples (a excepción de una inhumación múltiple). Todas las tumbas presentaban las mismas características: los cuerpos enterrados se encontraban en posición decúbito supino y no contenían ningún tipo de ajuar funerario.
Sin embargo, el edificio permaneció parcialmente excavado y, por esta razón, no se pudo determinar su funcionalidad con precisión. Años más tarde, debido a la erosión natural del área, se descubrió un ábside semicircular en uno de sus lados menores.  Así, en la actualidad se conoce a este edificio como una basílica paleocristiana, con posible cronología enmarcada entre los siglos IV y V d. C.
Este edificio religioso podría haber sido construido en los últimos momentos del periodo bajoimperial, cuando el Cristianismo se convirtió en la religión oicial del estado durante el siglo IV. Pudiendo mostrar posibles influencias africanas o siriacas, sigue una orientación Este-Oeste y una estructura general rectangular, dividida en tres naves, siendo la central la que está coronada por el ábside semicircular en su extremo Este. La presencia de un edificio de culto de este tipo podría indicar la continuidad de la ocupación de la ciudad romana de Sanisera; y testimonia el alto grado de cristianización de la isla de Menorca desde el siglo IV d. C.

## Evidencia de Ocupación del Puerto desde la Edad Media hasta el presente
Según los indicios representados por el material recuperado, posiblemente la ciudad fuera abandonada en torno al siglo VI d. C., aunque existe la posibilidad de que una población muy residual continuase viviendo o utilizando el espacio.
Lo que sucedió en el emplazamiento durante los siglos de transición entre la Antigüedad y el Medievo, en torno a los siglos V y X d. C., todavía está por aclarar, siendo éste un periodo parco de información en toda la isla, debido a las escasas fuentes escritas y arqueológicas. Posiblemente, en buena parte de esos cinco siglos, la basílica tendría un papel fundamental en la organización de la población de Sanitja, y habría sido utilizada por pueblos venidos de fuera que podrían haberse instalado en el área tras la caída de Roma.
Sin embargo, existen en Sanitja pruebas que demuestran una ocupación de época musulmana, debido a la existencia de una pequeña mezquita construida con material romano reutilizado, que podría estar relacionada con un núcleo de población rural en torno a una posible alquería todavía sin localizar. Debido a la existencia de esta ocupación, puede que el puerto hubiese seguido siendo testigo de la navegación y comercio marítimo en los territorios más orientales de Al-Ándalus.
El resto de estructuras que se encuentran en el puerto y mencionadas más arriba, son la casa de pescadores de finales de siglo XVIII y utilizada hasta mediados del siglo XX, la torre de vigilancia inglesa de principios del siglo XIX, y el faro construido en 1857.